# Pantoporia jagori
Pantoporia jagori är en fjärilsart som beskrevs av Hans Fruhstorfer 1906. Pantoporia jagori ingår i släktet Pantoporia och familjen praktfjärilar. Inga underarter finns listade i Catalogue of Life.